# Sima kristálycsiga
A sima kristálycsiga (Morlina glabra) Európában elterjedt szárazföldi csigafaj.

## Megjelenése
A csiga háza 5,5-9 mm magas és 12-15 mm széles (5-6 mm 3 kanyarulatnál, 8-8,5 mm 4 kanyarulatnál, 13-14 mm 5 kanyarulatnál). A ház 5-5,5 kanyarulatból áll; színe vörösbarna vagy barnássárga, héja áttetsző. A köldök mély, de nagyon szűk, a ház szélességének kb. 1/12-ét teszi ki. A szájadék pereme nem vastagodott meg.  
Alfajai:
- Morlina glabra ercica (Benoit, 1859)
- Morlina glabra glabra (Rossmässler, 1835)
- Morlina glabra harlei (Fagot, 1884)
- Morlina glabra nitidissima (Mousson, 1859)
- Morlina glabra striaria (Westerlund, 1881)

## Elterjedése és életmódja
A gyakori kristálycsiga Európában honos, Katalóniától Dél-Franciaországon, az Alpokon, a Kárpát-medencén, Dél-Lengyelországon és a Balkánon keresztül Nyugat-Ukrajnáig. Néhány izolált populációja ismert az Ibériai-félszigeten és Dél-Olaszországban is. Svájcban 1800 méteres magasságig hatol, de gyakoribb 600-1300 m között. 
A nyirkos, üde lombhullatő erdőket és fenyveseket kedveli, ahol az avarban, a kövek, fatörzsek alatt található meg leginkább. Élő és elhalt növényi részekkel, valamint apró csigákkal táplálkozik (pl. Succinea, Cepaea, Arianta nemekből). 

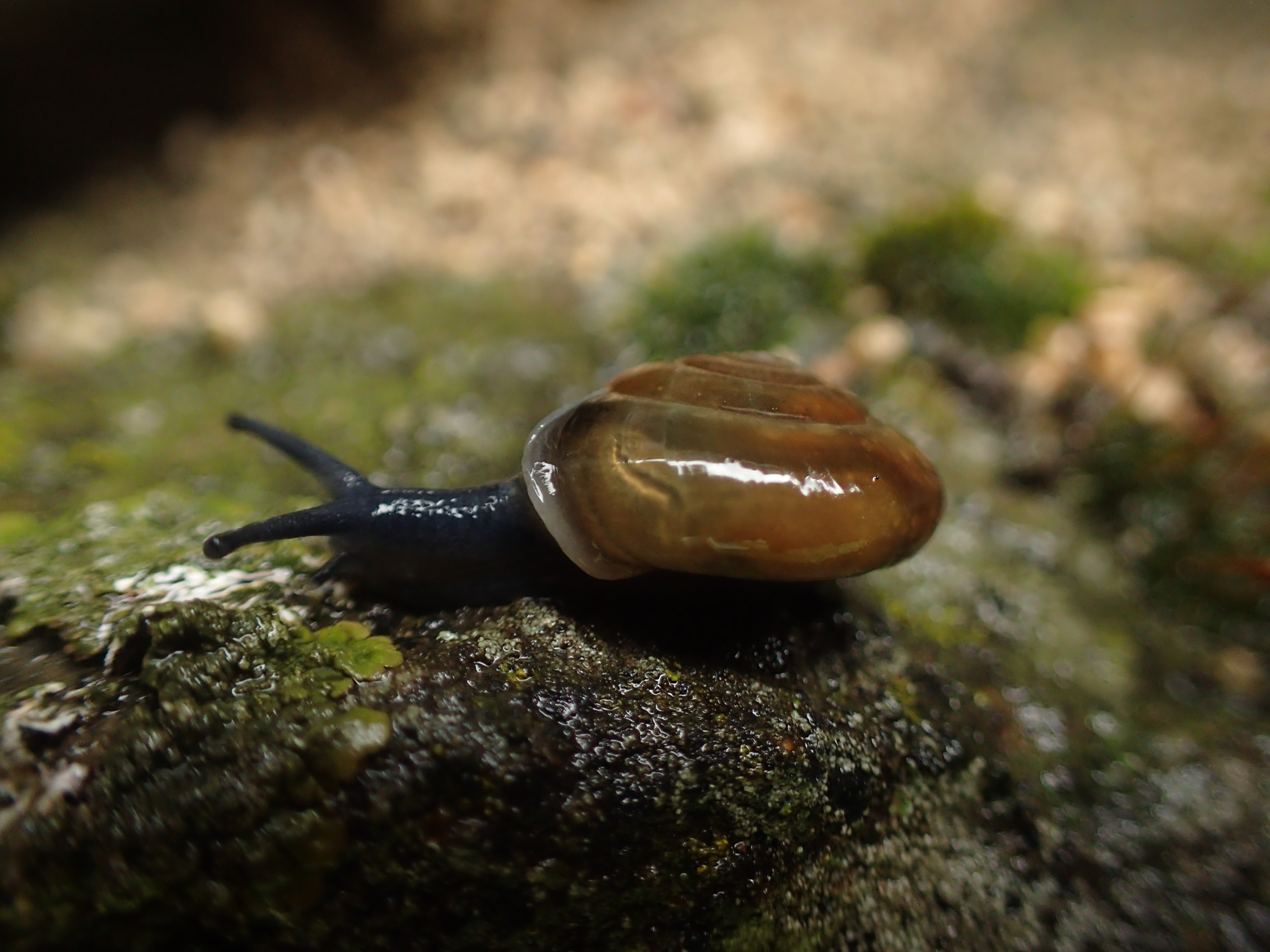
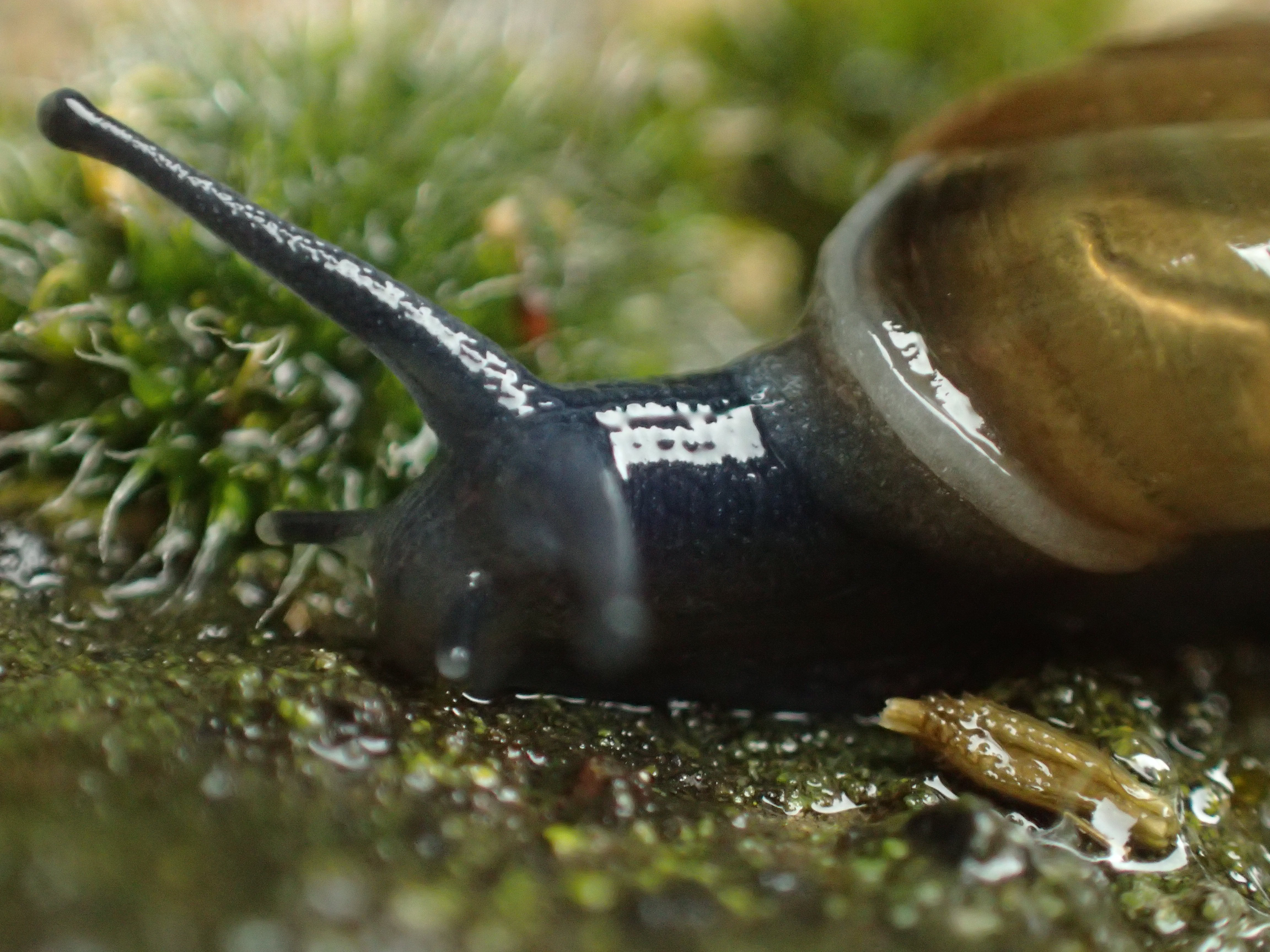
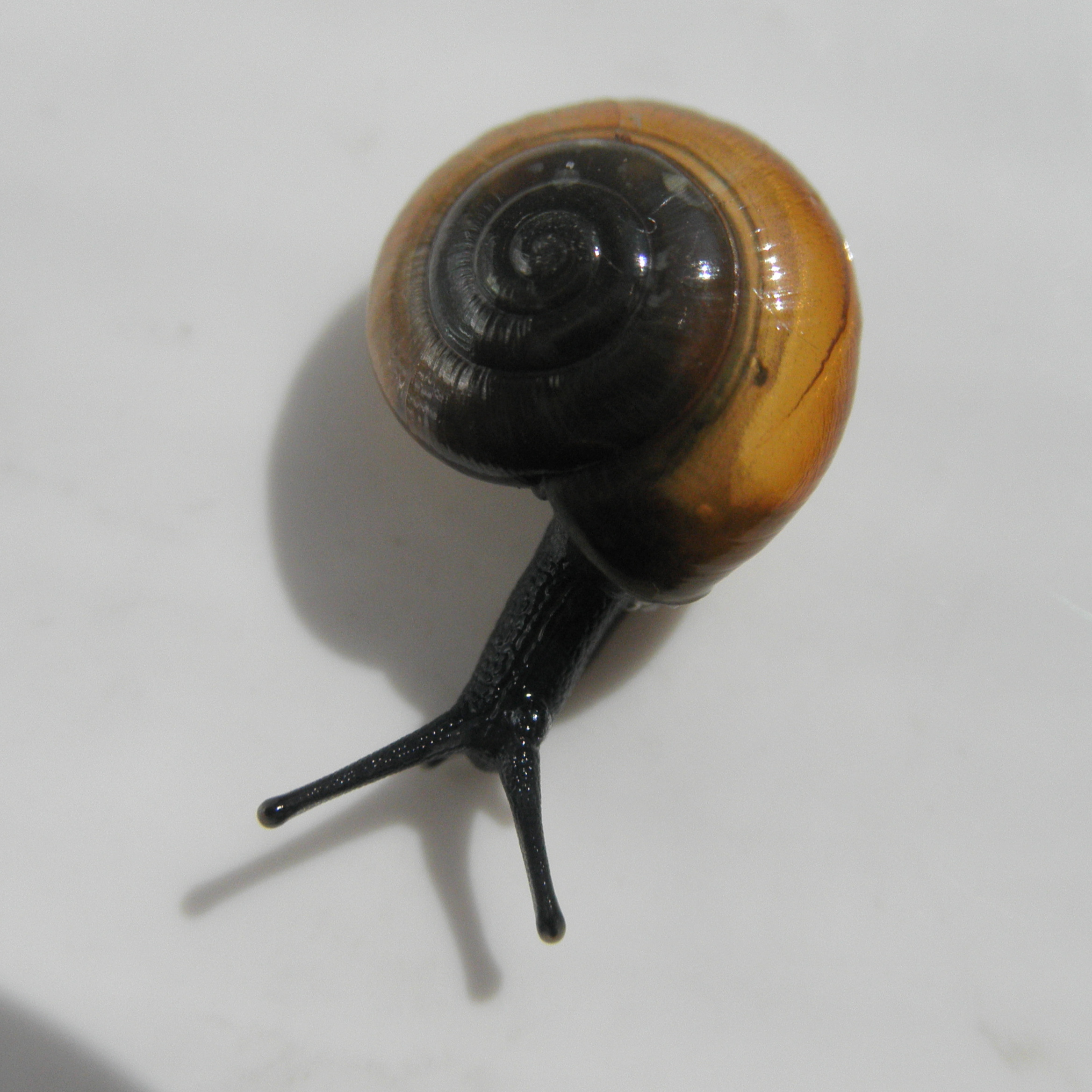
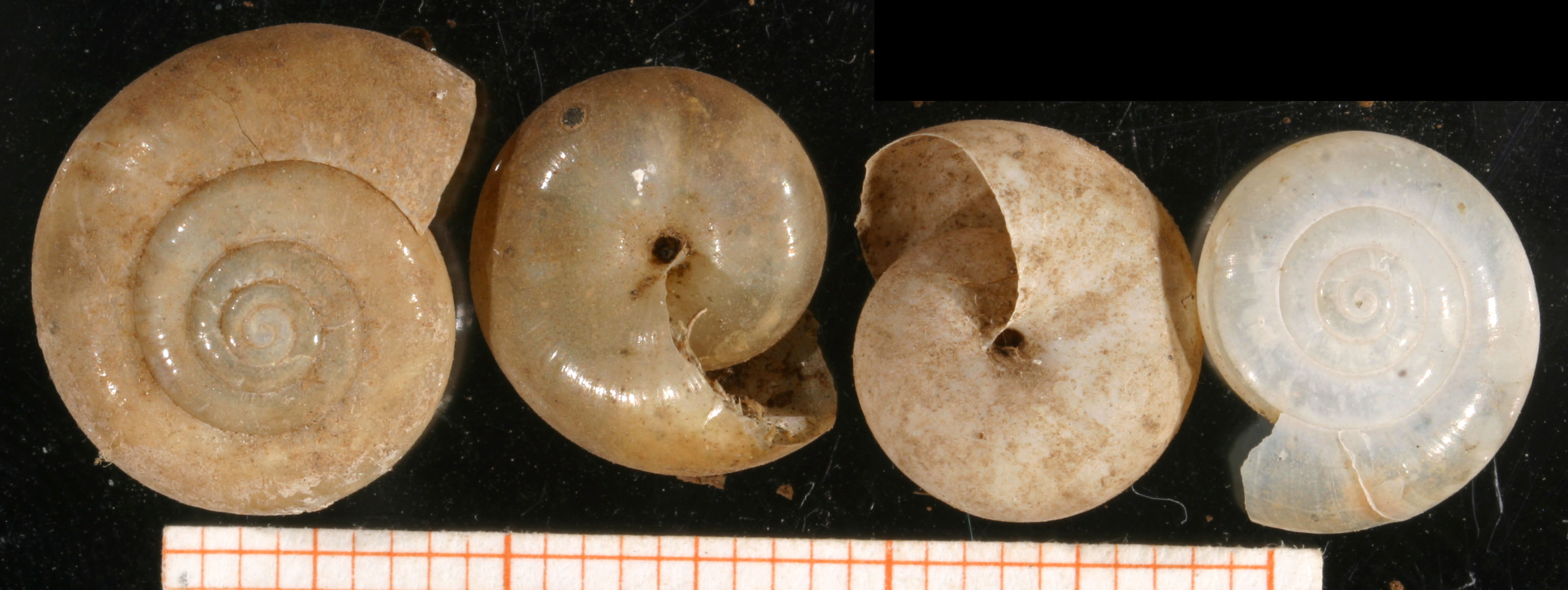
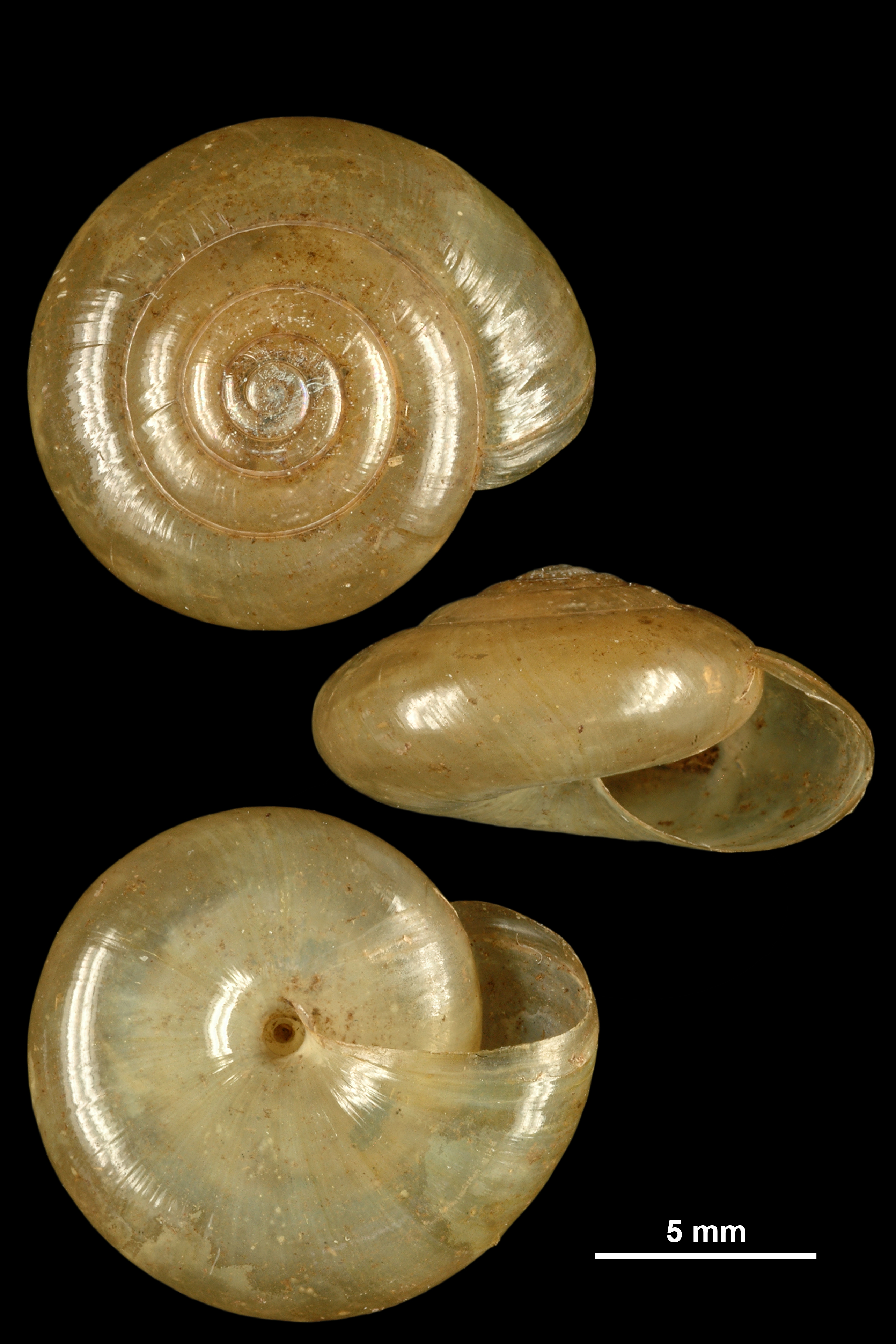

Magyarországon nem védett.